# Bulbophyllum globulosum
Bulbophyllum globulosum là một loài phong lan thuộc chi Bulbophyllum.